# Visconde do Bom Sucesso
Visconde do Bom Sucesso é um título nobiliárquico criado por D. Carlos I de Portugal, por Decreto de 23 de Março de 1904, em favor de Mariana Rosa Fernandes Quintas.
Titulares
1. Mariana Rosa Fernandes Quintas, 1.ª Viscondessa do Bom Sucesso.